# Tentativa de golpe de Estado na Geórgia em 1920
O golpe de Estado na Geórgia em maio de 1920 foi uma tentativa frustrada de tomada de poder pelos bolcheviques na República Democrática da Geórgia. Baseando-se no 11.º Exército Vermelho da Rússia Revolucionária operando no vizinho Azerbaijão, os bolcheviques tentaram assumir o controle de uma escola militar e de repartições públicas na capital da Geórgia, Tiflis, em 3 de maio. O governo da Geórgia suprimiu os distúrbios em Tiflis e concentrou forças em um bloqueio bem sucedido ao avanço das tropas russas na fronteira azerbaijano-georgiana. A resistência da Geórgia combinada com uma guerra desconfortável com a Polônia convenceu a liderança vermelha a dissuadir seus planos de sovietização da Geórgia e reconhecer a Geórgia como uma nação independente no Tratado de Moscou de 7 de maio.

## Antecedentes
Depois de seu fracasso em assegurar o controle do governo na Geórgia, após a Revolução Russa de 1917, a maioria dos líderes bolcheviques georgianos deslocaram-se para a Rússia Revolucionária de onde guiavam atividades clandestinas destinadas a minar o governo dominado pelos mencheviques em Tiflis. Uma série de tentativas de liderar uma revolução camponesa contra os mencheviques entre 1918 e 1919 foram infrutíferas, mas os preparativos para uma revolta em larga escala foram colocados em movimento.
A derrubada da República Democrática do Azerbaijão pelo Exército Vermelho em abril de 1920 criou um precedente para os bolcheviques na Geórgia. A Geórgia estava em aliança defensiva com o Azerbaijão desde 1919, mas o governo menchevique hesitou em se envolver no conflito. Em seu discurso de 30 de abril, o primeiro-ministro georgiano Noi Jordania afirmou que seu país estava preparado para ir ao auxílio do Azerbaijão, desde que o próprio povo deste último lutasse pela sua independência. Porém, como os vermelhos encontraram resistência mínima em Baku, o governo georgiano optou por não interferir, uma decisão que foi duramente criticada pela oposição. Em conclusão, Zhordania declarou que a Geórgia, se fosse atacada, defenderia a sua independência. 

## Tentativa de golpe de Estado

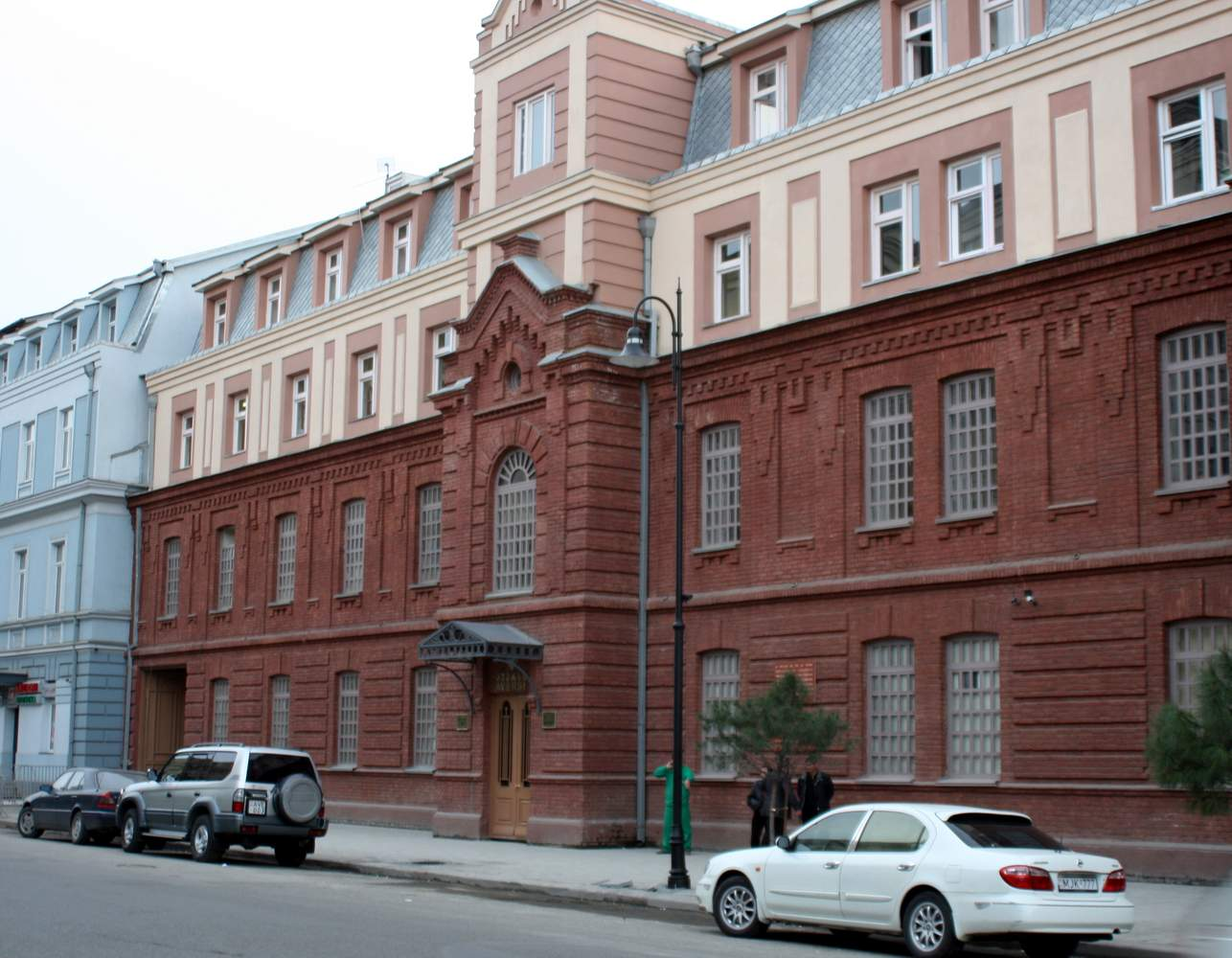
Antigo Colégio Militar em Tbilisi, o local dos eventos de 1920

Grigoriy Ordzhonikidze, um comissário bolchevique com o Exército Vermelho no Cáucaso e aliado próximo de Josef Stalin, tentou convencer o líder russo Lenin a permitir o avanço na Geórgia. Em 1 de maio, o governo georgiano ordenou mobilização e nomeou o general Giorgi Kvinitadze, Diretor do Colégio Militar de Tiflis, como comandante-em-chefe. Os bolcheviques na Geórgia, totalmente confiantes de que o Exército Vermelho continuaria a sua marcha à Geórgia, não hesitou. Após as agitadas manifestações do Dia Internacional dos Trabalhadores e tumultos em Tiflis, os bolcheviques formaram e apoiaram grupos armados para tomar o controle dos edifícios governamentais. Na noite de 2 para 3 de maio, cerca de 25 combatentes bolcheviques atacaram o Colégio Militar de Tiflis como uma preliminar para tomar o poder. Aconteceu que o general Kvinitadze ainda estava na residência, e tanto ele como os seus cadetes resistiram, matando e ferindo vários atacantes. Em seguida, os líderes bolcheviques, três armênios, foram à corte marcial e executados. A tentativa de tomada do poder fracassou e os bolcheviques foram presos em toda Tiflis e outras cidades georgianas.

## Confrontos fronteiriços
Entretanto, o Exército Vermelho ao atingir a fronteira georgiana-azerbaijana, continuou a avançar em território georgiano, aparentemente, a pedido do próprio Ordzhonikidze. Tendo lidado com sucesso com os tumultos em Tiflis, o governo georgiano concentrou todas as forças na fronteira com o Azerbaijão e repeliu os destacamentos do Exército Vermelho, encenando uma contraofensiva. O governo russo tentou sustentar que esses combates fora um conflito local entre a Geórgia e o Azerbaijão soviético. Diante das hostilidades com a Polônia, os soviéticos concluíram que, dadas as circunstâncias, lhes custaria muito abrir uma segunda frente e ocupar a Geórgia. Lenin decidiu no momento abandonar a tentativa e concordou com as negociações para as quais a delegação georgiana estava em Moscou desde abril, dias antes da tentativa de invasão. Em 7 de maio de 1920, a Rússia e a Geórgia assinaram um tratado de reconhecimento mútuo.